# Entodon ovicarpus
Entodon ovicarpus là một loài rêu trong họ Entodontaceae. Loài này được Dixon mô tả khoa học đầu tiên năm 1937.